# Арч, Джозеф
Джозеф Арч (англ. Joseph Arch; 1826—1919) — английский политический деятель.

## Биография
Джозеф Арч родился 10 ноября 1826 года в деревушке Барфолд (район Уорик в английском графстве Уорикшир) в небогатой семье мелкого земледельца-собственника. Уже десятилетним мальчиком сам зарабатывал себе пропитание; с 12 лет стал погонщиком при плуге, потом лучшим пахарем в околотке. Став с 20 лет вольнонаемным сельскохозяйственным рабочим, испытал все невзгоды бродячей жизни «ходжа». В середине 1840-х годов вернулся в свою родную деревню и зажил жизнью фермера. 
Свой досуг он посвящал чтению, которое вызвало в нём большой интерес к экономическим вопросам; долгие годы он состоял добровольным проповедником у деревенских методистов. В 1860-х годах Арч усиленно агитировал за избирательную реформу. В 1872 году он основал в Варвикшире Национальный союз сельскохозяйственных рабочих. Этот союз быстро распространился на значительную часть Англии и стал одним из главных политических органов крестьянства, мелких фермеров и сельского пролетариата; в 1873 году организация насчитывала уже около 40 тысяч членов. 
В 1873 году Джозеф Арч совершил поездку в Канаду для выяснения вопроса о возможности эмиграции туда английских сельских рабочих. Он пришел к благоприятным выводам, и руководимый им союз организовал переезд в Новый Свет значительного числа сельских рабочих. 
В 1875 году Д. Арч пропагандировал петицию в парламент о расширении избирательных прав на глав семей сельских жителей, не имеющих недвижимой собственности; петиция собрала 80000 подписей и была подана. 
После избирательной реформы 1884 года Джозеф Арч был избран в палату общин, где и заседал в 1885—86, 1892—95 и 1895—1900 годах. Он принадлежал к либерал-лейбористам, движению внутри Либеральной партии Великобритании, но занимал среди либералов особое место, отстаивая по преимуществу интересы сельских рабочих. Его программа формулировалась им в словах: «Три акра и корова»; задачей, которую он ставил государству, было наделение всех сельских рабочих небольшим земельным наделом. При вступлении в палату общин Джозеф Арч поднял вопрос о праве депутата ходить на заседания в рабочей блузе. Этот вопрос палатой был решен утвердительно. 
В 1894 году основанный Арчем союз распался. В 1898 году в Лондоне Джозеф Арч выпустил в свет свою автобиографию: «Joseph Arch. The story of his life, told by himself».
Джозеф Арч умер 12 февраля 1919 года в городе Лондоне.